# ぜんりょくボーイズ
ぜんりょくボーイズは、仙台市を拠点として活動していたエンタテインメントグループ。
所属事務所はダツプロダクションで、ソニー・ミュージックエンタテインメントと提携していた。メンバー全員が宮城県出身、在住。

## 来歴
2017年
- ソニー・ミュージックエンタテインメントと仙台放送「仙臺いろは」のコラボで始動した、「全力漢（ぜんりょくボーイズ）」オーディションにて、最終審査員のLiLiCoにより選出されたイケメン6人組である。
- 6月25日、1stシングル「Stand up and fight!」をリリース。ケツメイシやFUNKY MONKEY BABYSの楽曲を手掛けるYANAGIMANが楽曲提供を行なった。

2018年
- 4月2日、1st Mini Album「GRADE 1」をリリース。このリリースを期に元Hi-Fi CAMP(現パンダライオン)のAIBAがプロデュースを行い、ビジュアルイメージが一新される。楽曲提供にはニホンジンのエムサイズ佐久間を迎えている。
- 4月2日より、週3回の日本初・「早朝ライブ」を仙台darwinにて開催。
- 6月23日、ぜんりょく☀ボーイズ初のワンマンライブ「早朝学園祭2018!!」を開催。
- 8月6日-8月8日、「願いよ届け！ぜんりょく七夕祭り」を開催。
- 8月11日、初の野外フリーライブ「いくぜ！サマードライブ！2018」を開催。
- 9月9日、2ndワンマンライブ「秋の大文化祭2018」を開催。

2019年
- 3月2日には仙台PITにて「プレミアムワンマンライブ」を開催。
- 8月18日には「みちのく漢祭 2019」を勾当台公園野外音楽堂で開催。（公式アンバサダーを務める）
- 9月29日で「早朝ライブ」ファイナルを迎える。
- 12月25日には東京エレクトンホール宮城にて「ぜんりょくクリスマスパーティー2019」を開催。

2020年
- この年より、ぜんりょくボーイズと、ぜんりょくドリーマーズ（候補生によるユニット）が合流し、11人組の「TEAM ZENRYOKU」として活動する。またボーイズのメンバーはナイトレイブンズへ参加する。
- 4月4日に常設劇場「ZENRYOKU THEATER」を仙台市青葉区に開設するも、コロナ禍のためオープンが無期限延期。当面は劇場からのオンライン配信となる[1][2]。

2021年
- 2月1日に、3月末でTEAM ZENRYOKUとしての活動を終了しグループが解散すると発表した。最終公演はコロナ禍による2度の延期を経て6月13日に仙台GIGSで開催された[3]。
- 解散後程なくして、森、三浦、保土原、鈴木、古関、榊田の6名が「#ばかっこいい世界」を結成、YouTubeへの動画投稿を主に活動を始めた。初回の動画で「2022年3月31日までにチャンネル登録者数10万人達成できなければ解散」を宣言している[4]。結果、1万人にも到達せず、2022年5月を最後に動画投稿が途絶えている。

## メンバー
| 名前                            | 生年月日       | 出身地             | メンバーカラー | 備考 |
| ------------------------------- | -------------- | ------------------ | -------------- | --- |
| 森瞬太（モリ シュンタ）         | 1994年11月9日  | 宮城県仙台市       | 赤             | 通称「シュンタボーイ」の愛称でメンバーから呼ばれている。グループでは遠藤と共にダブルリーダーとして活動。 歌唱力に定評があり、楽曲の中でメインボーカルをとることが多い。トレードマークとして髪色も赤く染めている。2019年より、Love Harmony's, Inc.に加入。また、佐久間徹とのユニット「メロガッパ」でユーチューバーとしても活動している。 |
| 遠藤大斗（エンドウ ヒロト）     | 1997年3月1日   | 宮城県刈田郡蔵王町 | ピンク         | 本人いわく「蔵王のシティボーイ」。森と共にダブルリーダーを務める。 ライブ中の総合的なMCは彼が担当しておりテレビ・ラジオ等出演の際は彼が中心となって場を仕切ることが多い。 |
| 三浦大輝（ミウラ ダイキ）       | 1997年12月21日 | 宮城県石巻市       | 黄             | 趣味は釣り。グループ内ではムードメーカー。独創的なアイディアでLIVEの構成等を担当することもある。 |
| 小松笙（コマツ シン）           | 1998年5月21日  | 宮城県気仙沼市     | 青             | オシャレ好きのファッションリーダー。みんなから愛される天然さん。アパレルショップでアルバイトをしていた過去もありファッションセンスは折り紙つき。 グループに入る前はダンス未経験ながら今ではソロダンスを行う場面も増えてきている。 |
| 保土原壱成（ホドハラ イッセイ） | 2001年3月10日  | 宮城県仙台市       | 緑             | 身長デカめ、口数少なめ。ドラムの演奏という意外な特技を持ちバンドコンテスト等で入賞した過去を持つ。 メンバーの中でもファンへの対応が神対応と評判。 |

候補生
- 鈴木悠介（ススギ ユウスケ）　1998年4月17日生まれ、秋田県出身。
- 中川昂星（ナカガワ コウセイ）   1999年5月9日生まれ、青森県出身。
- 古関輝人（コセキ テルト）   2005年12月1日生まれ。
- 榊田悠力（サカキダ ユウリ）   2005年5月11日生まれ。

旧メンバー
| 名前                          | 生年月日             | 出身地       | メンバーカラー | 備考 |
| ----------------------------- | -------------------- | ------------ | -------------- | --- |
| 佐々木逢介（ササキ オウスケ） | 2006年12月25日生まれ | 仙台市       |                | 学業優先のため2020年12月31日卒業。 |
| 大平一心（オオヒラ イッシン） | 2005年3月14日        | 宮城県仙台市 | オレンジ       | 最年少ながらグループで1番のしっかり者。小学2年生から習っている歌、ダンスのどちらも得意とし高校生とは思えないダイナミックなパフォーマンスを繰り広げる。 森と共に、メインボーカル。2020年公開の映画への初出演を果たすなど、芝居にも力を入れている。 |

## ぜんりょくボーイズ・候補生のメンバーの活動履歴
森瞬太/三浦大輝
舞台［柿喰う客新作公演2017『極楽地獄』仙台公演］
小松笙
ファッション誌「smart」(2018年10月号)主催の第5回モデル・俳優・タレントオーディションにて準グランプリに選ばれた。
遠藤大斗/三浦大輝
東海テレビ ドラマ「七人の夫 劇団ヘラクレスの掟NextStage」出演。
遠藤大斗
2019年7月29日 フジテレビ「痛快TV　スカッとジャパン」出演。
三浦大輝
2019年8月5日 フジテレビ「痛快TV　スカッとジャパン」出演。
佐々木逢介
2020年1月13日 フジテレビ「痛快TV　スカッとジャパン」出演。
大平一心/佐々木逢介
2020年1月17日(金)公開 映画『ラストレター』出演。

## 早朝ライブ
2018年4月2日より朝7時開演の単独ライブを開催している。通学前、通勤前に立ち寄れるライブとして、朝7時から7時半までの30分間開催。一般は有料だが学生は学生証の提示で入場無料となっている。「日本初の早朝ライブ」を謳っている。メンバーは朝4時から設営などの準備を行っている。会場は地元のライブハウス（仙台darwin＝一番町商店街）。
2018年7月からは2nd Season（全14公演）。
2018年9月からは3rd Season（全20公演）として毎週水曜日に開催している。
朝早く交通機関も動いていないため、会場まで自転車で来るメンバーがいる。
ライブ中は、制服を模したブルーのジャケット衣装。公演の合間に「チャレンジコーナー」があり、寸劇なども行われる。
会場入口にはメンバーの等身大パネル、会場内にはメンバー6人が書いたウェルカムボードが設置されている。ボードにはメッセージや絵が描かれている。
グッズ販売コーナーの名称は「購買部」となっている。
2nd Seasonからは「ぜんりょくおじさん」と称して、お笑いコンビ爆笑コメディアンズの秀作が早朝ライブに参加。毎回、メンバーにお題を出し「ぜんりょくおじさんコーナー」を担当。持ちギャグの「あれまぁ！」がひっそりとファンに浸透しつつある。
YouTubeにて早朝ライブの模様を360度配信で行なっている。
2019年9月29日を以って、ファイナルを迎えた。

## ディスコグラフィ
2017年6月、1stシングル「Stand up and fight!」
2018年4月2日、1st Mini Album「GRADE 1」
1. Lucky☆Star
2. フライデーナイト
3. Magical Natural Music
4. ヒロインガール
5. 青春TAIYO

2018年6月23日、2nd Mini Album「GRADE 2」
1. Shining Day☆
2. Re：SMILE
3. 旅立ちの涙
4. SUPER HERO!!
5. 流れ星に願いを

2019年9月23日、3rd Mini Album「GRADE 3」
1. Morning Sunshine!!
2. BRAND NEW SOUL
3. Summer Time Party!!
4. 雨のち君へ
5. 銀河のパレード